# Recceswint

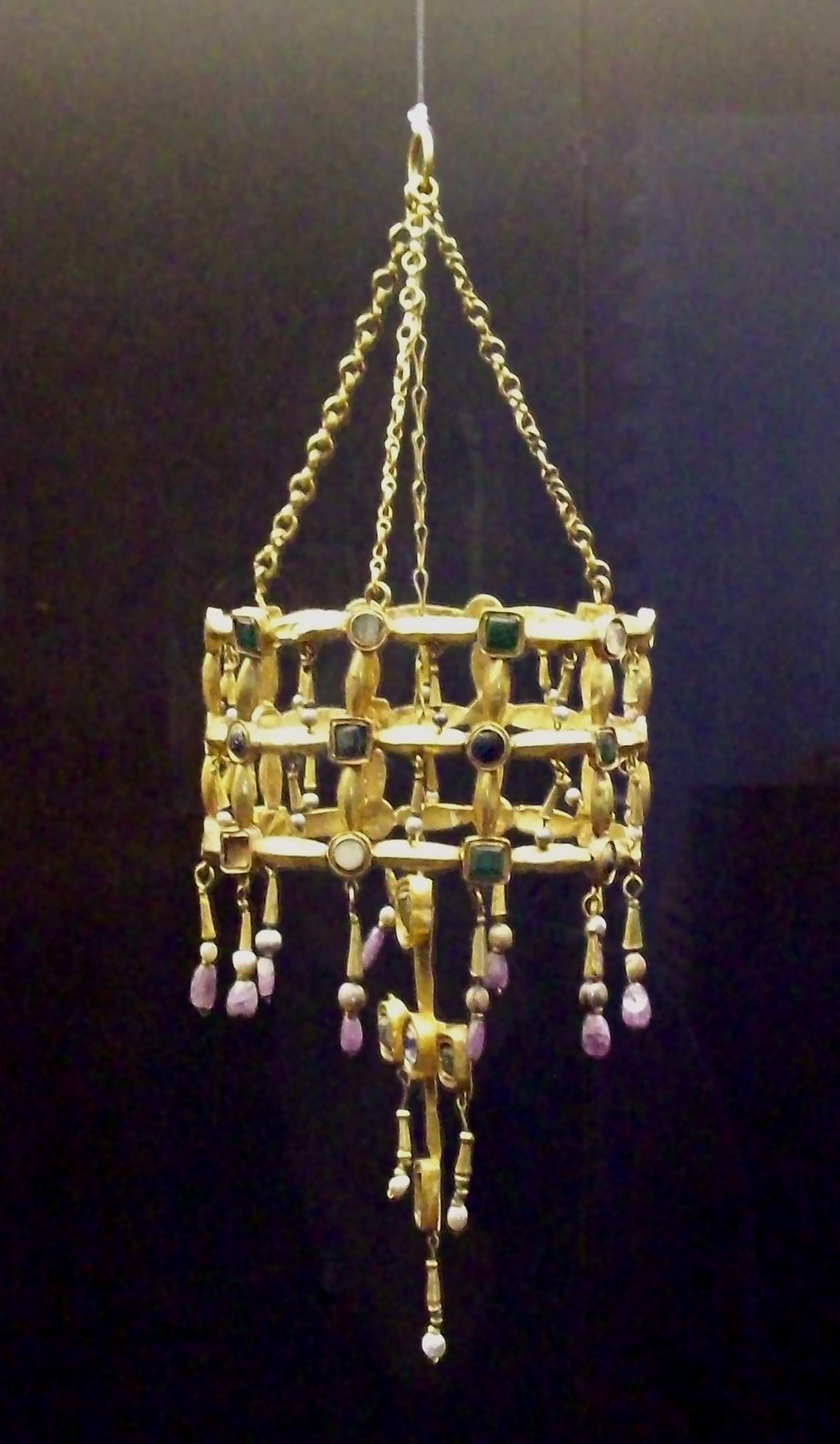
Korona wotywna Recceswinta z tzw. Skarbu z Guarrazar

Recceswint (także Recceswinth; zm. 672) – król wizygocki.
Był synem Chindaswinta, panował wespół z ojcem od 649 r., samodzielnie od roku 653. Siłą wprowadził katolicyzm ortodoksyjny w miejsce rodzimego dla Wizygotów chrześcijaństwa ariańskiego, tępiąc to ostatnie skutecznie. Tym sposobem wprowadził zamęt w królestwie przygotowując skutecznie podwaliny pod podbój arabski w 711 roku oraz niszcząc dokonania Wulfili (tłumaczenie Biblii na język gocki).
W 654 ogłosił zbiór praw Liber ludicum, który znosił różnice prawne między Wizygotami a ludnością rzymską zamieszkującą tereny Hiszpanii.
Zmarł bezpotomnie, dlatego nie było możliwości powstania dziedzicznej dynastii.